# 杨春 (1971年)
杨春 (1971年—)，主持人、记者。

## 生平
1994年在北京广播学院播音专业毕业，后进入新华社工作，2000年通过主持人大赛进入中央电视台工作。后任中国中央电视台《新闻调查》栏目主持人、记者、 中央电视台驻埃及开罗记者站记者。
杨春曾在中国“非典”疫情、西非埃博拉病毒疫情、2019冠状病毒病武汉市疫情、2022年俄罗斯入侵乌克兰等事件中进行采访和新闻报道。